# لاسه شون
لاسه شون (دانمارکی: Lasse Schöne؛ زادهٔ ۲۷ مهٔ ۱۹۸۶) بازیکن فوتبال اهل دانمارک است.
وی برای تیم ملی فوتبال دانمارک ۵۰ بازی انجام داده و ۳ گل به ثمر رسانده‌است. پست تخصصی این بازیکن نیز، هافبک است؛ و او در تیم جنوا نیز بازی می‌کند